# Sedum hoi
Sedum hoi là một loài thực vật có hoa trong họ Crassulaceae. Loài này được X.F. Jin & B.Y. Ding mô tả khoa học đầu tiên năm 2005.